# Vetren Dol, Pazardjik
Vetren Dol (în bulgară Ветрен Дол) este un sat în comuna Septemvri, regiunea Pazardjik,  Bulgaria. 

## Demografie
Componența etnică a satului Vetren Dol
     Bulgari (90,42%)
     Romi (3,65%)
     Nicio identificare (5,71%)
     Altele (0,55%)
La recensământul din 2011, populația satului Vetren Dol era de 1.452 locuitori. Din punct de vedere etnic, majoritatea locuitorilor (90,42%) erau bulgari, cu o minoritate de romi (3,65%). Pentru 5,71% din locuitori nu este cunoscută apartenența etnică.